# اتصال (رياضيات)
في الرياضيات، الاتصال هو خاصية طوبولوجية للدالة. في النهج الأول، تكون دالة f متصلة إذا كانت، التغيرات اللانهائية للمتغير x، تقابلها تغيرات لانهائية للقيمة f(x).
يتعلق المثال الأول للدوال المتصلة بالدوال الحقيقية المعرفة على مجال حقيقي والتي يمكن رسم المبيان الخاص بها دون رفع قلم الرصاص. يعطي هذا النهج الأول فكرة عن مفهوم (الدالة لا تقفز) ولكنه لا يكفي لتعريفها، والأهم من ذلك أنه لا يمكن تتبع بعض الرسوم المبيانية للدوال مهما كانت متصلة بهذه الطريقة، على سبيل المثال منحنيات ذات خصائص كسورية مثل دالة كانتور.
تاريخيا عُرَِّف مفهوم الاتصال لدوال ذات متغير حقيقي، حيث عُمِّمَ هذا المفهوم على دوال بين الفضاءات المترية أو بين الفضاءات الطوبولوجة، بشكل خاص وبشكل عام.
وتَبَيَّنَ أن دراسة الدوال المتصلة تكون ناجحة في إيجاد خصائصها (خاصية التقارب، بمعنى أن "lim(f(x)) = f(lim(x))"، نظرية القيم الوسطية، نظرية الحدود، التكامل ...).

## تعريف الدوال الحقيقية
تعريف —  ليكن I مجال حقيقي، و {\displaystyle f:I\to \mathbb {R} } دالة للقيم الحقيقية معرفة على I و {\displaystyle a\in I}.  تسمى الدالة f متصلة في a إذا كان:{\displaystyle \forall \varepsilon >0\quad \exists \eta >0\quad \forall x\in I\quad \left({\Big [}|x-a|<\eta \Rightarrow |f(x)-f(a)|<\varepsilon {\Big ]}\right).}

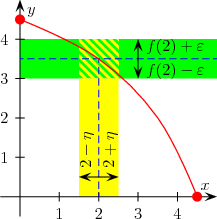
مثال على دالة متصلة على مجال

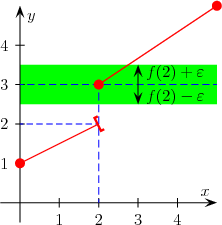
مثال على دالة غير متصلة في النقطة 2 :
ƒ ليست متصلة على اليسار في 2.
متصلة على اليمين في 2.

وبالتالي، فإن f متصلة في a إذا وفقط إذا كانت نهاية f في a موجودة (فهي بالضرورة f(a) ) . (كما في التعريف الرسمي للنهاية، نحصل على تعريف مكافئ  عندما نستبدل {\displaystyle |x-a|<\eta } ب {\displaystyle |x-a|\leq \eta } أو {\displaystyle |f(x)-f(a)|<\varepsilon } ب{\displaystyle |f(x)-f(a)|\leq \varepsilon } . )
وهذا يعني أنه إذا أخذنا ε واحد، يمكننا إيجاد مجال يحتوي على a بحيث f(x) بعيدة بمسافة أقل من ε على f(a).
- إذا كان الاتصال صالح فقط على اليمين (بالنسبة إلى x > a )، نقول أن f متصلة على اليمين في a . وبنفس الطريقة على اليسار في a.
- نقول أن f متصلة في a عندما تكون متصلة على اليمين وعلى اليسار في a
- الدالة f متصلة (على I) إذا كانت متصلة في كل نقطة a من I 
الدالة التي تقدم «قفزات» تسمى غير متصلة. يتم توضيح مفهوم القفز على الشكل المقابل، فهو يتوافق مع وجود حد على اليمين وحد على اليسار ليس لكليهما نفس القيمة f(a) .

## الملاحظات والمراجع
1. ↑  Voir par exemple S. Ferrigno؛ A. Muller-Gueudin؛ D. Marx؛ F. Bertrand؛ M. Maumy-Bertrand (2013). [اتصال (رياضيات)، صفحة. 146, في كتب جوجل Mathématiques pour les sciences de l'ingénieur]. Dunod. ص. 146. {{استشهاد بكتاب}}: تحقق من قيمة |مسار= (مساعدة), définition 36.2.